# Hartmut Lange (Schriftsteller)
Hartmut Lange (* 31. März 1937 in Berlin) ist ein deutscher Schriftsteller.

## Leben
Hartmut Lange wurde als Sohn eines Metzgers und einer Verkäuferin in Berlin-Spandau geboren. Seine Familie wurde 1939 ins besetzte Polen umgesiedelt. 1946 wies Polen seine Mutter und ihn nach Deutschland aus. Wieder in Berlin, brach Lange 1955 den Besuch einer Oberschule ab und wurde Arbeiter. Von 1957 bis zu seiner Relegation 1960 studierte er Dramaturgie an der Deutschen Hochschule für Filmkunst in Potsdam-Babelsberg. Von 1961 bis 1964 war er Dramaturg am Deutschen Theater in Ost-Berlin. Lange nutzte 1965 eine Jugoslawien-Reise mit Peter Hacks zur Flucht aus der DDR in die Bundesrepublik. Hacks wusste nichts von diesem Fluchtplan und hat Lange dieses in seinen Augen verräterische Verhalten nicht vergeben.
Lange schreibt Dramen, Essays und Prosa, arbeitete an verschiedenen Theatern als Regisseur. Als literarisches Schlüsselwerk kann man das 1983 erschienene Tagebuch eines Melancholikers verstehen. Seit 1982 schreibt er vornehmlich Erzählungen und Novellen. Am 31. Oktober 2013 hielt er im Alten Rathaus die Leipziger Poetikvorlesung.
Hartmut Lange hat einen Sohn (Robert) und lebt mit seiner Frau und Mitarbeiterin Ulrike, geb. Ritter, in Berlin.

## Auszeichnungen
- 1966: Niedersächsischer Förderpreis
- 1968: Gerhart-Hauptmann-Preis
- 1989: Prix Laure Bataillon (Prix de la littérature traduite / Preis Übersetzte Literatur)
- 1998: Literaturpreis der Konrad-Adenauer-Stiftung[3]
- 2000: Kester-Haeusler-Ehrengabe der deutschen Schillerstiftung
- 2003: Italo-Svevo-Preis
- 2004: Preis der LiteraTour Nord
- 2005: Calwer Hermann-Hesse-Stipendium
- 2016: Rom-Preis und Stipendiat der Deutschen Akademie Rom Villa Massimo[4]

## Werke (Auswahl)
- Senftenberger Erzählungen oder die Enteignung. Drama. 1960.
- Marski. Drama. 1963.
- Hundsprozeß. Drama. 1964.
- Zwischenspiel in Herakles. Drama. 1967.
- Die Gräfin von Rathenow. Drama. 1969.
- Die Ermordung des Aias. 1970.
- Trotzki in Coyoacan. Drama. 1971.
- Staschek oder das Leben des Ovid. Drama. 1972.
- Die Revolution als Geisterschiff. 1973.
- Vom Werden der Vernunft. Drama. 1975.
- Jenseits von Gut und Böse oder Die letzten Tage der Reichskanzlei. Drama. Drei Masken, München 1975.
- Frau von Kauenhofen. Drama. Drei Masken, München 1977.
- Pfarrer Koldehoff. 1979.
- Gerda Achternach. Drama. Drei Masken, München 1980.
- Selbstverbrennung. Roman. Diogenes, Zürich 1982, ISBN 3-257-21213-5.
- Tagebuch eines Melancholikers. Siedler, Berlin 1983.
- Die Waldsteinsonate. Novellen. 1984, ISBN 3-257-01669-7.
  - Neuauflage: Diogenes Verlag, Zürich 2017, ISBN 978-3-257-06992-1.
- Das Konzert. Novelle. Diogenes, Zürich 1986, ISBN 3-257-01708-1.
- Die Ermüdung. Novelle. Diogenes, Zürich 1988, ISBN 3-257-01763-4.
- Die Reise nach Triest. Novelle. Diogenes, Zürich 1991, ISBN 3-257-01891-6.
- Die Stechpalme. Novelle. Diogenes, Zürich 1993, ISBN 3-257-01948-3.
- Schnitzlers Würgeengel. Novellen. Diogenes, Zürich 1995, ISBN 3-257-06032-7.
- Der Herr im Café. Erzählungen. Diogenes, Zürich 1996, ISBN 3-257-06113-7.
- Italienische Novellen. Schöffling, Frankfurt am Main 1998, ISBN 3-89561-270-7.
- Eine andere Form des Glücks. Diogenes, Zürich 1999, ISBN 3-257-06211-7.
- Die Bildungsreise. Novelle. Diogenes, Zürich 2000, ISBN 3-257-23348-5.
- Das Streichquartett. Novelle. Diogenes, Zürich 2001, ISBN 3-257-06281-8.
- Gesammelte Novellen in zwei Bänden. Diogenes, Zürich 2002, ISBN 3-257-06293-1.
- Irrtum als Erkenntnis. Meine Realitätserfahrung als Schriftsteller. Diogenes, Zürich 2002, ISBN 3-257-06304-0.
- Leptis Magna. Novellen. Diogenes, Zürich 2003, ISBN 3-257-06336-9.
- Der Wanderer. Novelle. Diogenes, Zürich 2005, ISBN 3-257-06480-2.
- Der Therapeut. Novellen. Diogenes, Zürich 2007, ISBN 978-3-257-06596-1.
- Der Abgrund des Endlichen. Novellen. Diogenes, Zürich 2009, ISBN 978-3-257-06715-6.
- Im Museum: unheimliche Begegnungen. Novelle. Diogenes, Zürich 2011, ISBN 978-3-257-06771-2.
- Positiver Nihilismus: meine Auseinandersetzung mit Heidegger. Matthes & Seitz, Berlin 2012, ISBN 978-3-88221-594-6.
- Das Haus in der Dorotheenstraße. Novellen. Diogenes, Zürich 2013, ISBN 978-3-257-06846-7.
- Der Blick aus dem Fenster. Erzählungen. Diogenes, Zürich 2015, ISBN 978-3-257-06953-2.
- Über das Poetische. Matthes & Seitz, Berlin 2017, ISBN 978-3-95757-482-4.
- An der Prorer Wiek und anderswo. Novellen. Diogenes, Zürich 2018, ISBN 978-3-257-07013-2.
- Der Lichthof. Novellen. Diogenes, Zürich 2020, ISBN 978-3-257-07095-8.
- Am Osloer Fjord oder der Fremde. Novellen. Diogenes, Zürich 2022, ISBN 978-3-257-07208-2